# Omolicna mcateei
Omolicna mcateei är en insektsart som först beskrevs av Dozier 1928.  Omolicna mcateei ingår i släktet Omolicna och familjen Derbidae. Inga underarter finns listade i Catalogue of Life.